# Stazione di Erfurt Centrale
La stazione di Erfurt Centrale (in tedesco Erfurt Hbf) è la principale stazione ferroviaria della città tedesca di Erfurt.
Ha vinto il premio Bahnhof des Jahres nel 2009.